# يوليوس جيورج لوي
يوليوس جيورج لوي (بالألمانية: Julius Georg Luy)‏ هو دبلوماسي ألماني، وُلد في العشرين من شهر يوليو لعام 1953 في راينهاوز. يشغل لوي منصب السفير الألماني بمصر منذ عام 2015، وكان السفير الألماني لدى مجلس أوروبا من عام 2011 حتى عام 2015.

## حياته
شرع لوي في دراسة علوم القانون في جامعة كولونيا عام 1973 بعد حصوله على شهادة الثانوية الألمانية، وفي عام 1978 أجرى امتحان المرحلة الدراسية الأولى. أصبح معيدًا في جامعة أوجسبورج في عام 1979، ثم في جامعة كولونيا بعد ذلك.
التحق لوي للعمل في السلك الدبلوماسي في عام 1981، وبعد أن أنهى التدريب العملي الخاص بالتأهيل للالتحاق بالكادر الأعلى للسلك الدبلوماسي عمل في قسم نزع السلاح و مراقبة التسلح التابع إلى وزارة الخارجية الألمانية في عام 1983. أصبح من عام 1984 و حتى عام 1987 قنصلًا ومستشارًا سياسيًا في سفارة جمهورية ألمانيا الإتحادية في تايلاند، و بعد ذلك أصبح لمدة عام الممثل الدائم للسفير الألماني في لبنان. من عام 1988 و حتى عام 1989 كان من الملحق الإعلامي الممثل للسفارة في مجلس أوروبا في ستراسبورغ.
بعد ذلك عاد مرة أخرى للعمل في وزارة الخارجية الألمانية وعمل في قسم ألمانيا وبرلين خلال مفاوضات اتفاقية إثنين زائد أربعة. في عام 1990 و1991 كان القنصل العام الألماني في شتشين، و عمل في نهاية الأمر مديرًا للقسم الاقتصادي للسفارة في روسيا. ومن عام 1994 حتى عام 1998 كان مديرًا لفريق عمل«مستقبل العمل الدبلوماسي» التابع لوزارة الخارجية الألمانية.
في عام 1998 أصبح السفير الألماني في هايتي، ليصبح بعد ذلك مفوض قضية البيئة والسلطة على الحياة في وزارة الخارجية الألمانية ومبعوث اللجنة في السفارة الألمانية بالهند. من عام 2008 حتى عام 2011 شغل لوي منص السفير الألماني في ميانمار، و قد خلفه في المنصب كريستيان لودفيج فيبر شتورش في عام 2011.
كان لوي من شهر سبتمبر لعام 2011 حتى عام 2015 كان الرئيس الممثلية الدائمة الألمانية في مجلس أوروبا و أيضًا في نفس الوقت كان مدير القنصلية العامة الألمانية في ستراسبورغ.
يشغل لوي منصب السفير الألماني بجمهورية مصر العربية منذ عام 2015.